# Oswaldia intermedia
Oswaldia intermedia là một loài ruồi trong họ Tachinidae.